# Berliner Eishockeymeisterschaft 1931/32
Die Saison 1931/32 der Berliner Eishockeymeisterschaft wurde vom Brandenburger Eissportverband ausgetragen. Erstmals nahm eine Mannschaft außerhalb Groß-Berlins teil, der SEV Landsberg an der Warthe.
Nachdem im Vorjahr die Berliner Meisterschaft nicht beendet wurde, wurde in diesem Jahr wieder der Berliner Schlittschuhclub, auch amtierender Deutsche Meister, Berliner Meister. Er nahm auch an der Deutschen Eishockey-Meisterschaft 1932 auf dem Riessersee in Garmisch teil und verteidigte seinen Titel.

## Berlin-Liga
Die acht Teilnehmer spielten eine Einfachrunde, zwei Spiele wurden nicht ausgetragen. Der Berliner Sport-Club hatte vor der Saison seine Eishockey-Abteilung aufgelöst, die Spieler waren zum Tennisclub Grunewald übergetreten. Der Berliner Sport-Verein 1892 stieg sportlich in die 1. Klasse ab, konnte aber in der Liga bleiben, nachdem sich der SC Charlottenburg auf Grund des Übertritts eines Großteils der Mannschaft zum Berliner EC (Sieger der 1. Klasse) aus der Liga zurückzog.
| Rang |                           | Sp | S | U | N | Tore  | TD  | Pkt |
| ---- | ------------------------- | -- | - | - | - | ----- | --- | --- |
| 1.   | Berliner Schlittschuhclub | 7  | 7 | 0 | 0 | 53:09 | +44 | 14  |
| 2.   | SC Brandenburg            | 6  | 3 | 1 | 1 | 17:09 | +12 | 07  |
| 3.   | BFC Preussen              | 6  | 3 | 1 | 2 | 20:13 | +77 | 07  |
| 4.   | SC Charlottenburg         | 7  | 2 | 2 | 3 | 12:10 | +02 | 06  |
| 5.   | Grunewald TC              | 7  | 1 | 4 | 2 | 13:34 | –21 | 06  |
| 6.   | Zehlendorfer Wespen       | 7  | 2 | 1 | 4 | 07:19 | –12 | 05  |
| 7.   | Tegeler EV                | 6  | 2 | 0 | 4 | 11:21 | –10 | 04  |
| 8.   | Berliner SV 1892          | 7  | 0 | 3 | 4 | 08:26 | –18 | 03  |

Abkürzungen: Sp = Spiele, S = Siege, U = Unentschieden, N = Niederlagen, TD: Tordifferenz, Pkt: Punkte

Erläuterungen: Meister und Qualifikation für die Deutsche Meisterschaft, Abstieg in die 1. Klasse

## 1. Klasse
Die neun Mannschaften spielten eine Einfachrunde, wobei fünf Spiele nicht ausgetragen wurden. Der Berliner EC stieg in die Liga auf.
| Rang |                             | Sp | Tore  | TD  | Pkt. |
| ---- | --------------------------- | -- | ----- | --- | ---- |
| 1.   | Berliner EC                 | 8  | 27:04 | +23 | 16   |
| 2.   | Oberschöneweider HC         | 8  | 27:11 | +16 | 11   |
| 3.   | SEV Landsberg               | 6  | 21:09 | +12 | 09   |
| 4.   | Berliner HC                 | 7  | 25:16 | +9  | 08   |
| 5.   | Berliner EV 1886            | 7  | 15:29 | –14 | 06   |
| 6.   | Steglitzer Tennis-Club      | 7  | 12:14 | –02 | 05   |
| 7.   | Steglitzer Schlittschuhclub | 5  | 08:11 | –03 | 03   |
| 8.   | SSV Sparta                  | 5  | 17:35 | –18 | 03   |
| 9.   | TV Jahn Neukölln            | 7  | 07:37 | –30 | 01   |

Abkürzungen: Sp = Spiele, TD: Tordifferenz, Pkt: Punkte

Erläuterungen: Aufstieg